# گریس‌لند
گریس‌لند (انگلیسی: Graceland) عمارتی است در زمینی به مساحت ۱۳٫۸ جریب (۵٫۶ هکتار) در ممفیس، تنسی، ایالات متحده که زمانی متعلق به خواننده و بازیگر آمریکایی، الویس پرسلی بود. دخترش لیسا مری پرسلی، از زمان مرگ پدر در سال ۱۹۷۷ مالک گریس‌لند شد. لیسا در سال ۲۰۲۳ درگذشت و دخترش رایلی کیئو مالک آن شد. گریس‌لند در بلوار ۳۷۶۴ الویس پریسلی در جامعه وسیع وایتهاون، حدود ۹ مایل (۱۴ کیلومتر) از مرکز شهر و کمتر از ۴ مایل (۶٫۴ کیلومتر) شمال مرز میسیسیپی واقع شده‌است.
این عمارت در ۷ ژوئن ۱۹۸۲ به عنوان موزه در معرض دید عموم قرار گرفت. این سایت در تاریخ ۷ نوامبر ۱۹۹۱ در فهرست ثبت ملی اماکن تاریخی ثبت شد و به عنوان اولین سایت مربوط به راک اند رول که در آن وارد می‌شود، قرار گرفت. گریس‌لند در تاریخ ۲۷ مارس ۲۰۰۶ به عنوان یک بنای تاریخی ملی معرفی شد، که اولین بار برای چنین سایتی است. گریس‌لند پس از کاخ سفید با بیش از ۶۵۰٬۰۰۰ بازدید کننده در سال، دومین خانه پربازدید در ایالات متحده است و بیشترین بازدید از خانه خصوصی در این کشور است.

### آثار ذکر شده
- Guralnick, Peter (1999). Careless Love: The Unmaking of Elvis Presley.
- Victor, Adam (2008). The Elvis Encyclopedia. Gerald Duckworth & Co Ltd. ISBN 978-0-7156-3816-3.

## برای مطالعهٔ بیشتر
- Davidson, Linda Kay and David Gitlitz. Pilgrimage, from the Ganges to Graceland: An Encyclopedia (Santa Barbara: ABC-CLIO, 2002).
- Engel, Matthew. "Still Stuck on Elvis, Fans Exalt the King". The Guardian (London), August 17, 2002, p. 1.
- Marling, Karal Ann. Graceland: Going Home with Elvis. Cambridge: Harvard University Press, 1997.
- Miksanek, Chris. From de Soto to Elvis: A Brief History of Graceland Farm. Bamber Books, 2012.